# Halterofilismo nos Jogos Olímpicos de Verão de 2012 - Até 105 kg masculino
A competição da categoria até 105 kg masculino do halterofilismo nos Jogos Olímpicos de Verão de 2012 foi realizada no dia 6 de agosto no ExCeL, em Londres.
Originalmente o ucraniano Oleksiy Torokhtiy conquistou a medalha de ouro, mas foi desclassificado em novembro de 2019 após a reanálise de seu teste antidoping acusar o uso da substância proibida turinabol. As medalhas foram realocadas pela Federação Internacional de Halterofilismo.

## Calendário
Horário local (UTC+1)
| Dia         | Horário | Fase    |
| ----------- | ------- | ------- |
| 6 de agosto | 15:30   | Grupo B |
| 6 de agosto | 19:00   | Grupo A |

## Recordes
Antes desta competição, os recordes mundiais e olímpicos da prova eram os seguintes:
| Recorde mundial  | Arranque  | BLR Andrei Aramnov   | 200 kg | Pequim, China    | 18 de agosto de 2008   |
| Recorde mundial  | Arremesso | RUS David Bedzhanyan | 238 kg | Belgorod, Rússia | 17 de dezembro de 2011 |
| Recorde mundial  | Total     | BLR Andrei Aramnov   | 436 kg | Pequim, China    | 18 de agosto de 2008   |
| Recorde olímpico | Arranque  | BLR Andrei Aramnov   | 200 kg | Pequim, China    | 18 de agosto de 2008   |
| Recorde olímpico | Arremesso | BLR Andrei Aramnov   | 236 kg | Pequim, China    | 18 de agosto de 2008   |
| Recorde olímpico | Total     | BLR Andrei Aramnov   | 436 kg | Pequim, China    | 18 de agosto de 2008   |

## Medalhistas
| Ouro   | IRI Navab Nassirshalal |
| Prata  | POL Bartłomiej Bonk    |
| Bronze | UZB Ivan Efremov       |

## Resultados
Nessa edição, participaram 17 atletas.
| Pos.              | Nome                   | Grupo | Peso   | Arranque (kg) | Arranque (kg) | Arranque (kg) | Arranque (kg) | Arremesso (kg) | Arremesso (kg) | Arremesso (kg) | Arremesso (kg) | Total (kg) |
| Pos.              | Nome                   | Grupo | Peso   | 1             | 2             | 3             | Res.          | 1              | 2              | 3              | Res.           | Total (kg) |
| ----------------- | ---------------------- | ----- | ------ | ------------- | ------------- | ------------- | ------------- | -------------- | -------------- | -------------- | -------------- | ---------- |
| Medalha de ouro   | IRI Navab Nassirshalal | A     | 104.41 | 183           | 183           | 184           | 184           | 222            | 227            | 229            | 227            | 411        |
| Medalha de prata  | POL Bartłomiej Bonk    | A     | 104.01 | 185           | 188           | 190           | 190           | 219            | 220            | 225            | 220            | 410        |
| Medalha de bronze | UZB Ivan Efremov       | A     | 103.83 | 175           | 179           | 183           | 183           | 213            | 218            | 225            | 218            | 401        |
| 4                 | SYR Ahed Joughili      | A     | 104.98 | 172           | 180           | 184           | 180           | 215            | 218            | 225            | 218            | 398        |
| 5                 | LAT Artūrs Plēsnieks   | B     | 103.69 | 167           | 171           | 175           | 175           | 208            | 215            | 225            | 215            | 390        |
| 6                 | ECU Jorge Arroyo       | B     | 103.96 | 175           | 180           | 185           | 185           | 200            | 200            | 208            | 200            | 385        |
| 7                 | GER Jürgen Spieß       | B     | 104.45 | 167           | 172           | 175           | 172           | 197            | 202            | 214            | 202            | 374        |
| 8                 | UKR Serhiy Tahirov     | B     | 104.72 | 166           | 171           | 174           | 174           | 200            | 207            | 208            | 200            | 374        |
| 9                 | SVK Martin Tešovič     | B     | 104.19 | 162           | 167           | 170           | 167           | 190            | 196            | 196            | 196            | 363        |
| 10                | KAZ Alexandr Zaichikov | B     | 94.74  | 155           | 165           | 165           | 155           | 195            | 201            | 205            | 205            | 360        |
| 11                | CHI Jorge García       | B     | 104.41 | 150           | 150           | 161           | 150           | 191            | 191            | 191            | 191            | 341        |
| 12                | ALG Walid Bidani       | B     | 101.45 | 160           | 160           | 165           | 160           | 180            | 180            | 180            | 180            | 340        |
| —                 | GEO Gia Machavariani   | A     | 103.86 | 185           | 185           | 185           | 185           | 220            | 220            | 225            | —              | —          |
| —                 | KOR Kim Hwa-seung      | A     | 104.55 | 178           | 178           | 178           | —             | —              | —              | —              | —              | —          |
| —                 | POL Marcin Dołęga      | A     | 104.01 | 190           | 190           | 190           | —             | —              | —              | —              | —              | —          |
| —                 | UKR Oleksiy Torokhtiy  | A     | 104.31 | 185           | 190           | 190           | 185           | 222            | 226            | 227            | 227            | 412 DSQ    |
| —                 | UZB Ruslan Nurudinov   | A     | 102.04 | 184           | 188           | 190           | 184           | 220            | 226            | 226            | 220            | 404 DSQ    |

Legenda
| Recorde mundial      | Recorde mundial (World record)               |                       | Recorde africano                      | Recorde africano (African) |                                           | Q | Classificado por posição (Qualified) |
| Recorde olímpico     | Recorde olímpico (Olympic record)            | Recorde da América    | Recorde da América (Americas)         | q                          | Classificado por melhor tempo (Qualified) |   |                                      |
| Melhor marca do ano  | Melhor marca do ano (World leading)          | Recorde asiático      | Recorde asiático (Asian)              | DNS                        | Não largou (Did not start)                |   |                                      |
| Recorde nacional     | Recorde nacional (National record)           | Recorde europeu       | Recorde europeu (European)            | DNF                        | Não terminou (Did not finish)             |   |                                      |
| Recorde pessoal      | Recorde pessoal do atleta (Personal best)    | Recorde da Oceania    | Recorde da Oceania (Oceania)          | DSQ / DQ                   | Desclassificado (Disqualified)            |   |                                      |
| Recorde da temporada | Recorde da temporada do atleta (Season best) | Recorde sul-americano | Recorde sul-americano (South America) | NM                         | Sem marca (No mark)                       |   |                                      |